# منشار ستوب
منشار ستوب (SawStop) هي شركة أمريكية مصنعة لمنشار الطاولة ومقرها في توالاتين، أوريغون. في عام 2000، تأسست الشركة لبيع مناشير الطاولة التي تتميز بنظام فرامل أوتوماتيكي حاصل على براءة اختراع يوقف الشفرة عند ملامستها للجلد أو اللحم. وفقًا لمقال NPR في عام 2017، نحو 10 مناضد شهدت بتر الأصابع يوميًا في الولايات المتحدة.

## منتج

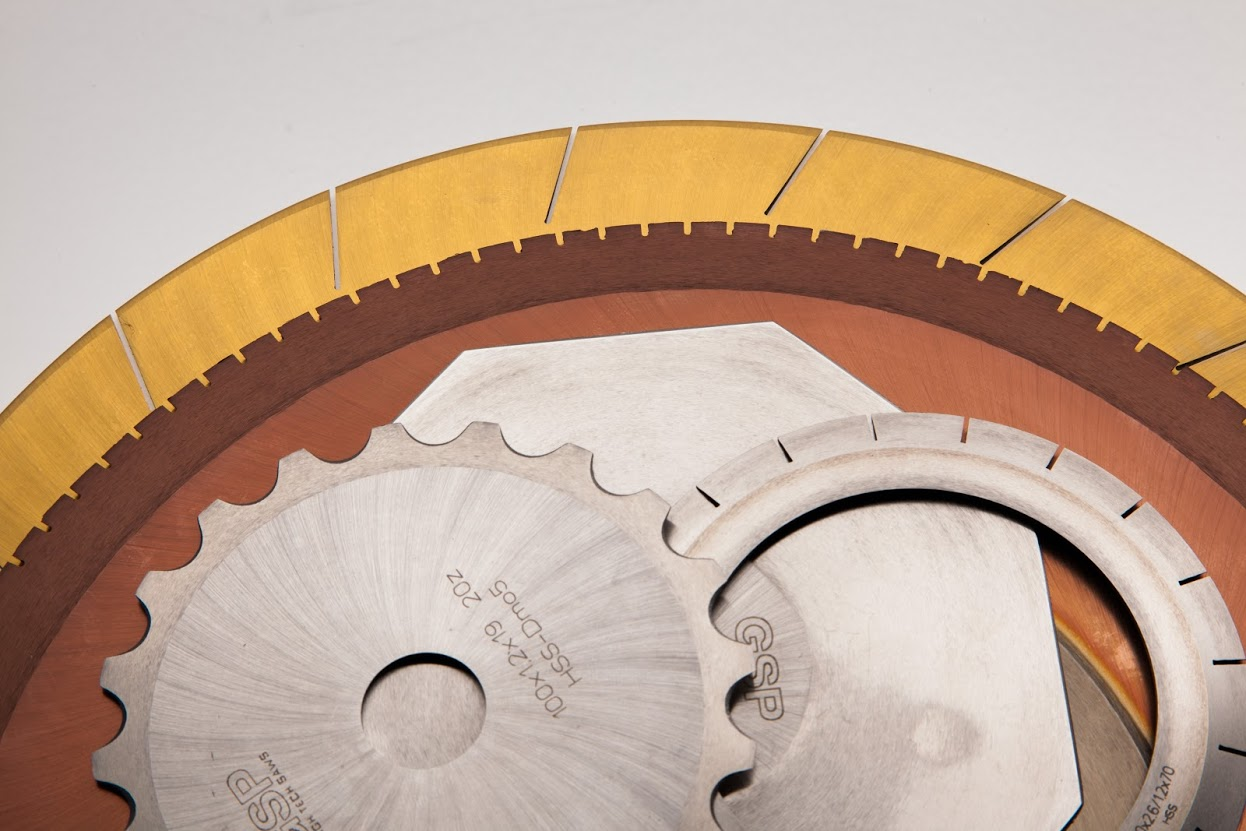

تذكر الشركة المصنعة أن المنشار يتوقف في أقل من خمسة مللي ثانية، ويسحب الزخم الزاوي الشفرة إلى الجدول. يعاني المشغل من إصابة طفيفة بدلًا من إصابة خطيرة. يستفيد التصميم من الفرق في التوصيل والسعة بين الخشب واللحم. يولد المذبذب إشارة كهربائية نبضية بقوة 12 فولت و200 كيلوهرتز (kHz)، التي يجري تطبيقها على لوحة صغيرة على جانب واحد من الشفرة. تُنقل الإشارة إلى الشفرة من طريق اقتران سعوي. تلتقط لوحة على الجانب الآخر من الشفرة الإشارة وترسلها إلى كاشف العتبة. إذا اتصل الإنسان بالشفرة، فستنخفض الإشارة إلى ما دون العتبة. بعد فقدان الإشارة مدة 25 ميكرو ثانية (μs)، سيطلق الكاشف. سيبقى السن على شفرة دائرية بمقاس 10 بصات تدور عند 4000 دورة في الدقيقة على اتصال بالعرض التقريبي لطرف الإصبع مدة 100 ميكروثانية. سيكون للإشارة 200 كيلو هرتز ما يصل إلى 10 نبضات خلال ذلك الوقت، ويجب أن تكون قادرة على اكتشاف الاتصال بسن واحد فقط. عندما يجري تنشيط الفرامل، يدفع نابض كتلة من الألومنيوم إلى الشفرة. عادة ما يجري الاحتفاظ بالكتلة بعيدًا عن الشفرة بوساطة سلك، ولكن في أثناء الكبح، يذوب تيار كهربائي السلك على الفور، على غرار نفخ الصمامات.
القيود
وفقا لـ SawStop، فإن النظام له قيود كثيرة:    
- يجب إلغاء تنشيط نظام الكبح عند قطع الأخشاب الخضراء أو الرطبة جدًا.
- لا يمكن استخدام الشفرات غير الموصلة أو الشفرات ذات المحاور أو الأسنان غير الموصلة.
- صُمِّم نظام الكبح للعمل مع kerfs من 3/32 إلى 3/16؛ استخدام كيرفس أرق أو أكثر سمكًا يحد من قدرة المنشار على إيقاف الشفرة بعد التلامس العرضي، ما يؤدي على الأرجح إلى إصابة أكثر خطورة.
- من غير العملي التعديل التحديثي لمناشير الطاولة الحالية.
- يؤدي تنشيط نظام الكبح إلى إتلاف الشفرة.

### تاريخ
إيقاف الشفرة؛ تتكون هذه العملية من جزأين. أولًا، احتاج غاس إلى فرامل تعمل بسرعة كافية عندما تتلامس مع يد عامل الخشب. بعد ذلك، كان عليه تصميم نظام تشغيل يمكنه التمييز بين الإصبع والخشب. نظرًا إلى سرعة الشفرة، يجب أن تتوقف في نحو 1/100 من الثانية، أو نحو ثماني بوصات من الدوران بعد إجراء الاتصال. أي مسافة أكثر من ذلك، وسيكون القطع عميقًا لدرجة أن الجهاز سيكون عديم الفائدة. لإيقاف الشفرة بسرعة، سيتطلب ذلك نحو 1000 رطل من القوة لإبطاء الشفرة في 10 مللي ثانية.
ستيف غاس، محامي براءات الاختراع وعامل الخشب الهاوي الحاصل على درجة الدكتوراه في الفيزياء، توصل إلى فكرة نظام الكبح فيSawStop  عام 1999. استغرق الأمر منGass  أسبوعين لإكمال التصميم، وأسبوعًا ثالثًا لبناء نموذج أولي يعتمد على «منشار طاولة مستعمل بقيمة 200 دولار». بعد العديد من الاختبارات باستخدام هوت دوج وصفها تناظرية للإصبع، في ربيع عام 2000، أجرى غاس أول اختبار بإصبع بشري حقيقي: قام بتطبيقNovocain  على إصبعه البنصر الأيسر، وبعد بدايتين خاطئتين، وضع إصبعه في أسنان شفرة المنشار الدوار. توقفت الشفرة كما هي مصممة، وعلى الرغم من أنها «تؤلم مثل ديكنز وتنزف كثيرًا»، فإن إصبعه ظلت سليمة.

#### النموذج الأولي وتأسيس الشركة (2000)
عرضت SawStop -التي كانت تتألف في ذلك الوقت من «ثلاثة رجال من حظيرة في ويلسونفيل»- نموذجًا أوليًا في أغسطس 2000 في المعرض التجاري الدولي لآلات النجارة وتوريد الأثاث. تلا ذلك سلسلة من الاجتماعات، حيث «تفاوض غاس مع لاعبين رئيسيين مثل ريوبي، ودلتا، وبلاك آند ديكر، وإيمرسون، وحرفي» في محاولة لترخيص اختراعه. وأعقب تلك المفاوضات عرض قدمه في شباط/ فبراير 2001 إلى هيئة البحوث الدفاعية، وهي مجموعة تجارية للمحامين الذين يمثلون صناعة الأدوات القوية. وقد سبق هذا العرض مباشرةً عرض قدمه دان لانير، مستشار التنسيق الوطني لبلاك آند ديكر. أعطى عرض لانير غاس الانطباع بأنه من غير المرجح أن ينجح في إقناع كبرى الشركات المصنعة لأدوات الطاقة بترخيص تقنية SawStop.
في يوليو 2001، حصلتSawStop  على ثناء على السلامة من قبل لجنة سلامة المنتجات الاستهلاكية الأمريكيةCPSC) ) لـ «تطوير تقنية سلامة مبتكرة لمناشير الطاقة التي تهدف إلى منع بتر الأصابع وغيرها من الإصابات الخطيرة». في عام 2002، صُنفت مجلة بوبيولار ساينس تقنيةSawStop  إحدى «أفضل 100 ابتكار جديد».

##### محاولة الترخيص (2002)

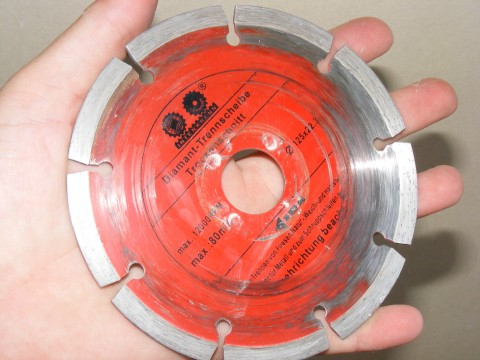

في كانون الثاني/ يناير 2002، بدا أن شركة SawStop اقتربت من إبرام اتفاق ترخيص مع شركة Ryobi، التي وافقت على شروط لا تنطوي على رسوم مقدمة وإتاوة بنسبة 3% على أساس سعر الجملة لجميع المناشير المباعة بتكنولوجيا SawStop. ستنمو الإتاوة إلى 8٪ إذا قامت معظم الصناعات أيضًا بترخيص التكنولوجيا. وفقًا لغاس، عندما لم يحل خطأ مطبعي في العقد بعد ستة أشهر من المفاوضات، تخلت غاس عن هذا الجهد في منتصف عام 2002. وصلت مفاوضات الترخيص اللاحقة إلى طريق مسدود عندما أصر المصنعون على أن غاس يجب أن «يعوضهم ضد أي دعوى قضائية إذا تعطلت SawStop»، وقد رفض غاس لأنه لن يقوم بتصنيع المناشير.